# Fragili (Club Dogo)
Fragili è un singolo del gruppo musicale italiano Club Dogo, pubblicato il 25 luglio 2014 come secondo estratto dal settimo album in studio Non siamo più quelli di Mi fist.
Il brano ha visto la partecipazione vocale della cantante italiana Arisa, vincitrice del Festival di Sanremo 2014.

## Video musicale
Anticipato il 23 luglio da un trailer, il video, diretto da Pepsy Romanoff, è stato reso disponibile una settimana più tardi attraverso il canale YouTube del gruppo. Nel video, i Club Dogo e Arisa sono in una stanza nera, attraversati da una lastra di vetro in frantumi.

## Tracce
1. Fragili (feat. Arisa) – 4:24

## Classifiche

### Classifiche settimanali
| Classifica (2014) | Posizione massima |
| ----------------- | ----------------- |
| Italia            | 1                 |

### Classifiche di fine anno
| Classifica (2014) | Posizione |
| ----------------- | --------- |
| Italia            | 82        |